# Bill Lee
William James Edwards Lee III, detto Bill (Atlanta, 23 luglio 1928 – New York, 24 maggio 2023), è stato un compositore, musicista, attore e jazzista statunitense.

## Biografia
Dopo aver frequentato il Morehouse College con Martin Luther King, intraprese la carriera di musicista suonando con artisti quali Bob Dylan, José Feliciano, Aretha Franklin, John Lee Hooker.  
Sposato due volte, fu il padre dei registi Spike Lee, Joie Lee e Cinqué Lee. Per il figlio Spike, compose le colonne sonore di film come Aule turbolente e Fa' la cosa giusta; inoltre, apparve come attore in Lola Darling e Mo' Better Blues, diretti sempre da Spike Lee.
Nel corso della sua vita, ebbe problemi con la droga, tanto da essere arrestato più volte e a costringere il figlio Spike ad allontanarsi da lui.
Nel 1989, vinse il Los Angeles Film Critics Association Awards per la colonna sonora di Fa' la cosa giusta.

## Colonne sonore
- Last Hustle in Brooklyn di Spike Lee (cortometraggio) (1977)
- The Answer di Spike Lee (cortometraggio) (1980)
- Sarah di Spike Lee (cortometraggio) (1981)
- Joe's Bed-Stuy Barbershop: We Cut Heads di Spike Lee (1983)
- Lola Darling (She's Gotta Have It) di Spike Lee (1986)
- Aule turbolente (School Daze) di Spike Lee (1988)
- Fa' la cosa giusta (Do the Right Thing) di Spike Lee (1989)
- Mo' Better Blues di Spike Lee (1990)
- Never Met Picasso di Stephen Kijak (1996)
- Senior Year (serie TV) (2002)

## Filmografia parziale
- Joe's Bed-Stuy Barbershop: We Cut Heads, regia di Spike Lee (1983)
- Lola Darling (She's Gotta Have It), regia di Spike Lee (1986)
- Mo' Better Blues, regia di Spike Lee (1990)
- Rage of Vengeance, regia di Serge Rodnunsky (1993)